# John Cheke
John Cheke (Cambridge, 16 juni 1514 – Londen, 13 september 1557) was een Engels humanist.

## Levensloop
Cheke was al protestant vanaf zijn jeugd. Hij bekleedde de leerstoel Grieks aan de universiteit van Cambridge, die door koning Hendrik VIII werd opgericht. In 1544 werd hij de leraar van prins Eduard. Na diens dood koos hij de zijde van Jane Grey. Hij werd opgesloten in de Tower in Londen en daarna verbannen. In 1556 liep hij in een hinderlaag in de Spaanse Nederlanden. Hij werd teruggebracht naar Engeland en verplicht om zijn geloof af te zweren.